# Chelonus heliopae
Chelonus heliopae är en stekelart som beskrevs av Gupta 1955. Chelonus heliopae ingår i släktet Chelonus och familjen bracksteklar. Inga underarter finns listade i Catalogue of Life.